# Zadruga
 Ovo je glavno značenje pojma Zadruga. Za zagorski glazbeni sastav pogledajte Zadruga (sastav).
Zadruga je dragovoljno, otvoreno, samostalno i neovisno društvo kojim upravljaju njezini članovi, a svojim radom i drugim aktivnostima ili korištenjem njezinih usluga, na temelju zajedništva i uzajamne pomoći ostvaruju, unapređuju i zaštićuju svoje pojedinačne i zajedničke gospodarske, ekonomske, socijalne, obrazovne, kulturne i druge potrebe i interese i ostvaruju ciljeve zbog kojih je zadruga osnovana.
Član zadruge može biti samo osoba (fizička i/ili pravna) koja neposredno sudjeluje u radu zadruge, posluje putem zadruge ili koristi njezine usluge ili na drugi način neposredno sudjeluje u ostvarenju ciljeva zbog kojih je zadruga osnovana. Član zadruge ne odgovara za obveze zadruge.
Zadruga se temelji na zadružnim načelima:
- dragovoljno i otvoreno članstvo
- nadzor poslovanja od strane članova
- gospodarsko sudjelovanje članova zadruge i raspodjela
- samostalnost i neovisnost
- obrazovanje, stručno usavršavanje i informiranje članova zadruge
- suradnja među zadrugama
- briga za zajednicu

Zadruga može obavljati svaku djelatnost za koju ispunjava propisane uvjete.

## Povijest
U srednjem vijeku nastaju prvi društveni savezi, razvijeni za zajedničke potrebe. Npr. „pokopne zadruge” koje su svim članovima omogućavale prikladan ukop, ili zadruge za izgradnju nasipa protiv poplava. U rudarstvu (npr. u Goslaru), rudari su se formirali u prvobitne sindikate. U alpskoj regiji doseljenici su se udružili u alpske zadruge koje su regulirale kolektivnu uporabu pašnjaka i ograničile prodaju zajedničke imovine.
Robert Owen se smatra osnivačem prvog zadružnog pokreta 1799. godine u svojoj tvornici pamuka u New Lanarku (škotski eksperiment humanih uvjeta rada i života). Kao rezultat toga, osnovane su i druge zadruge. Prva zadruga koja je utemeljila načela za ostale bila je „Društvo pravednih pionira Rochdalea” (eng. Rochdale Society of Equitable Pioneers), tzv. „Rochdalska načela”. Naime, 1844. godine 28 radnika iz lokalne tekstilne industrije osnovalo je trgovačku zadrugu u Rochdaleu, u sjevernoj Engleskoj. Njezina veća tržišna snaga trebala je jamčiti niže cijene, a zadružni model bio je utemeljen na načelima demokratskih odluka članova i na načelu poštenih naknadea za rad.
U Njemačkoj su dva utemeljitelja osnovala prve zadruge u isto vrijeme i neovisno jedna o drugoj. Godine 1847., Friedrich Wilhelm Raiffeisen u Weyerbuschu utemeljio je prvu organizaciju dobrotvorne pomoći za potrebnu ruralnu populaciju. Istodobno, Hermann Schulze-Delitzsch pokrenuo je zadrugu Rohstoffassoziation u Delitzschu, koja je prema načelima samopomoći, samoupravljanja i samoodgovornosti, pomagala obrtnicima u nevolji, najprije stolarima i postolarima, a kasnije svima potrebitima. Otprilike u isto vrijeme nastaju i prve zadruge u maloprodajnom sektoru, kao što je 1850. godine nastala zadruga obrtnika i radnika u Eilenburgu, „Lebensmittelassociation”, koja se smatra prvom potrošačkom zadrugom. 
Hermann Schulze-Delitzsch je svoju zadrugu temeljio na „zajedničkoj odgovornosti”, tj. načelu supsidijarnosti koja stavlja osobnu odgovornost iznad državne akcije, čime zadruge omogućuju izgradnju zajednice kroz zajedničke interese i vrijednosti. Tako zadruge stvaraju inovativna rješenja društvenih problema, omogućuju zaposlenja, pomažu starijim osobama, te započinju projekte urbane revitalizacije i obnovljive energije. U ovim zadrugama svatko može sudjelovati, a članovi mogu steći udjele u udruzi i sudjeluju u određivanju aktivnosti zadruge. Sustav omogućava kredite s niskim kamatama poljoprivrednicima, obrtnicima i poduzetnicima i danas je oko četvrtine njemačke populacije član neke zadruge koja osim poljoprivrednika i obrtnika uključuje 90 % svih pekara i mesara, te 75 % svih trgovaca. Zato je UNESCO živu njemačku praksu organizacije zajedničkih interesa u zadrugama zaštitio kao nematerijalnu svjetsku baštinu 2016. godine.
Danas najmanje 700 milijuna članova širom svijeta sudjeluje u zadrugama, organiziranima u Međunarodnom savezu zadruga (International Co-operative Alliance, ICA). Zadruge njeguju vrijednosti zajednice koje obično sežu dalje od čistog poslovanja. ICA ističe važnost samopomoći, samoodgovornosti, demokracije, jednakosti i solidarnosti kao temeljne vrijednosti. U tradiciji svojih osnivača, članovi zadruge imaju povjerenje u etičke vrijednosti poštenja, otvorenosti, društvene odgovornosti i interesa drugih.

## Vanjske poveznice
- Zakonik.org – Zakon o zadrugama  Arhivirana inačica izvorne stranice od 6. lipnja 2014. (Wayback Machine)